# Aga Derlak

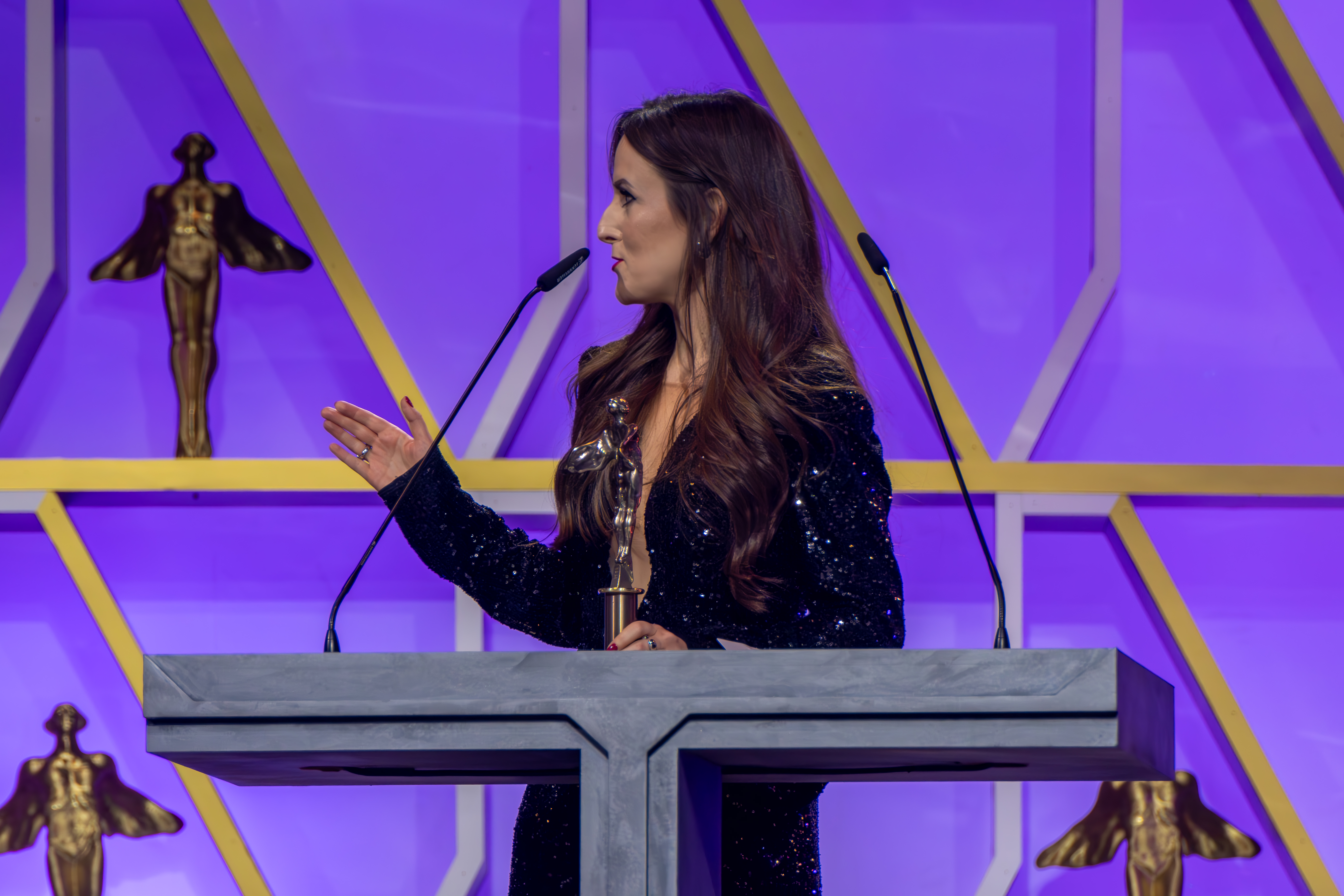
Aga Derlak podczas gali Fryderyki 2024

Agnieszka Derlak – polska pianistka jazzowa. Laureatka nagrody Fryderyk 2024 w kategoriach „Artysta Roku - Jazz” oraz „Album Roku - Jazz” oraz Fryderyk 2016 w kategorii „Fonograficzny Debiut Roku - Jazz”. Z jej inicjatywy w 2012 r. powstało trio jazzowe - Derlak/Trąbczyński/Szablowski Trio, w 2014 r. przemianowane na Aga Derlak Trio. Zespół wydał pod koniec 2014 r. w słowackiej wytwórni Hevhetia debiutancki album pt. First Thought. W kwietniu 2017 ukazał się ich nowy album "Healing". W 2023 ukazał się trzeci krążek wydany album „Parallel” nagrodzony nagrodą Fryderyk 2024.

## Aga Derlak Trio
Dawniej: Derlak / Trąbczyński / Szablowski Trio.
- Aga Derlak - fortepian
- Michał Kapczuk - kontrabas
- Szymon Madej - perkusja

## Dyskografia

### Albumy Aga Derlak Trio
- 2014 (w Polsce 2015): First Thought (Hevhetia)[4][5]
- 2017: Healing (Hevhetia)
- 2023: Parallel (Echo)

### Albumy innych wykonawców (udział gościnny)
- 2016: Love Is Here Sabina Meck (For Tune)[6]
- 2019: Black Ship Jerzy Małek
- 2020: Luna Mauricio Morales
- 2023: Zadora Michał Tomaszczyk
- 2023: Back to the Trees Anna Michałowska